# Científicos del Palo
Científicos del Palo es una banda argentina que fusiona rock con bases funk, ritmos folklóricos y reggae. Se fundó en 2000 en la ciudad de Mar del Plata. Se caracteriza por una lírica que deja entrever su línea ideológica a través de un análisis social, en conjunto con letras que versan sobre la existencia y las diversas relaciones humanas. Ideológicamente se identifican con el pensamiento del peronismo y el Nacionalismo popular.
El grupo está integrado por José “Pepo” San Martín en voz y guitarra, Carlos “Popete” Andere en bajo y Ángel Greco en batería.

## Historia
La agrupación se gesta en la ciudad de Mar del Plata, a finales de los 90's bajo la idea de "Pepo" San Martín, pero no es hasta el 2004, (cuando graban su primer disco Ante Todo... Buenas Tardes); que la banda termina de consolidarse y comienza a armar un camino más serio. Con este álbum sientan las bases fuertes de su carrera ya que el mismo les permitió comenzar a posicionarse en su ciudad.
En 2007, lanzan Indigencia y Distancia y comienzan a presentarse con mayor continuidad en Buenos Aires y el resto del país.
Dos años más tarde, el grupo presentó el documental El Fracaso es un Éxito, grabado en numerosas ciudades del país.
En 2010, editan Gorilophrenia, cuya presentación se realizó en noviembre en GAP, Mar del Plata, con entradas agotadas. En marzo de 2011, el disco fue presentado en Niceto Club, de Buenos Aires, logrando una gran convocatoria. Este disco (grabado y mezclado en Estudios Una Nube por Pablo Panighini) tiene quince canciones y define un sonido más "poderoso" que sus antecesores. Con respecto al contenido de sus letras, son más críticas respecto al poder económico y al manejo de la información por parte de los medios de comunicación hegemónicos.
En junio de 2011, se presentaron junto a otros músicos invitados en el Teatro Colón de Mar del Plata también con capacidad agotada. En 2012, tocaron en teatro Vorterix, invitados por Eruca Sativa, en Tecnópolis, en el certamen Maravillosa Música junto a Kapanga y como cierre de la fiesta de Bombardeo del Demo (programa de radio para el que grabaron la cortina musical para el ciclo 2013) en Abbey Road (Mar del Plata).
Comenzaron el 2013, presentándose por primera vez en el Festival Cosquín Rock y realizaron una gira despidiendo Gorilophrenia para darle luz a su cuarto disco. Lanzaron en agosto de ese mismo año La Histeria Argentina, grabado y mezclado por Lucas Gómez en Estudios MCL y masterizado por él en Puro Mastering. Esta placa es una obra conceptual sobre Historia Argentina, donde cada tema comprende un período histórico relatado en orden cronológico desde 1810 hasta el año de lanzamiento. En septiembre de ese mismo año, comenzaron a presentarlo, agotando varias salas del país en las presentaciones recibiendo positivas críticas tanto del público como de la prensa y vendiendo numerosas copias del mismo.
En enero de 2012, se presentaron en Teatro Vorterix, en el marco del Festival Nuevo Sonido Argentino y en mayo se presentaron en Plaza de Mayo, para los festejos por otro aniversario de la Revolución de Mayo. En octubre del mismo año, presentaron el videoclip de «Las dos mitades», adelanto de El Maravilloso Mundo Animal y cerraron su agenda de shows para ese año adelantando temas nuevos en Niceto Club.
Vuelven a pisar el festival Cosquín Rock, para comienzos de 2015 y preparan la salida del quinto álbum, titulado como El maravilloso mundo animal; lanzado el 29 de abril, por el sello S-Music. Este material fue registrado en Estudios ION y en Del Torito (ex Del Cielito), grabado y producido por Lucas Gómez y cuenta con Catriel Ciavarella, Ricardo Mollo (Divididos), Pepe Céspedes (Bersuit Vergarabat), Lisandro Aristimuño, Pablo Pino (Cielo Razzo), Valentín Scagliola (Los Caligaris), Balde Sposito (ex Kapanga) y Luciano Farelli (Parteplaneta) como invitados. Esta nueva obra, también conceptual, contiene una lírica existencial apuntado a ser un manual de vida que el vocalista de la banda, dedica a Emma, su más pequeña hija, como tributo a «Herencia pa' un hijo gaucho» de José Larralde. El CD, fue presentado en junio en GAP (Mar del Plata) y en Teatro Vorterix (Ciudad de Buenos Aires) ante más de 800 personas. El cierre del año lo realizaron en La Trastienda Club.
El año 2016, los tuvo nuevamente en el Festival Cosquín Rock en el Escenario Alternativo. Realizaron también en el verano el lanzamiento del videoclip de «Mantenerse en el camino», último corte de «Emma», y abrieron su año en la Ciudad de Buenos Aires en La Trastienda y en La Plata en el Teatro Sala Opera. En abril lanzaron el sencillo «Ceilán», que fue incluido como bonus track en la reedición de Gorilophrenia. Se presentaron en este mismo año en más de 30 ciudades del país, realizando 40 shows, donde sobresalen sus presentaciones en Pugliese (Rosario), Teatro Picadero (Buenos Aires), Groove (Buenos Aires), Ciudad Cultural Konex (Buenos Aires), Niceto Club (Buenos Aires) y GAP (Mar del Plata).
En 2017, comenzaron a mezclar los temas de Volumen Uno, primera entrega de «Justicialista» (un orden que homenaje a Sandinista!, el famoso disco triple de The Clash) y en junio estrenaron el primer adelanto del disco con el videoclip del tema «¿Para qué sirve pensar?». El disco, que fue grabado en Estudios Del Torito (ex Del Cielito) por Simón Vitulich, mezclado y masterizado por Facundo Rodríguez, fue estrenado el 15 de septiembre.

## Discografía
- Ante Todo... buenas tardes (2004)
- Indigencia y distancia (2007)
- Gorilophrenia (2010)
- La histeria argentina (2013)
- El maravilloso mundo animal (2015)
- Gorilophrenia (Reedición) (2016)
- Justicialista: Volumen Uno (2017)
- Justicialista: Volumen Dos (2021)